# Весёловский район (Новосибирская область)
Весёловский район — административно-территориальная единица в составе Алтайского края и Новосибирской области РСФСР, существовавшая в 1944—1963 годах. Центром района было село Весёловское.
Весёловский район был образован 15 января 1944 года в составе Алтайского края. Его территорию составили 8 сельсоветов Краснозёрского района и 4 сельсовета Карасукского района.
13 августа 1944 года район был передан в Новосибирскую область.
В 1945 году район включал 12 сельсоветов: Аксинихинский, Беленский, Весёловский, Зубковский, Ирбизинский, Кухаркинский, Лобинский, Лотошанский, Нижне-Черемошинский, Николаевский, Ново-Богяновский, Ульянковский.
1 февраля 1963 года Весёловский район был упразднён. При этом 2 его сельсовета были переданы в Карасукский район, 5 сельсоветов — в Краснозерский район.